# Kemalpaşa
Kemalpaşa (nota anche come Ninfeo) è un comune turco di 74 990 abitanti (2012).

## Geografia
Il distretto si trova nel nord-est della provincia, al confine con la provincia di Manisa. Kemalpaşa si trova sul fiume Nif Çayı, che sfocia nel Gediz, l'antico Hermos, poco a nord della città, tra le montagne Kemalpaşa Dağı (anche Nif Dağı) a sud e Manisa Dağı (anche Yamanlar Dağı, Spil Dağı, anticamente Sipylos) a nord. Nif Dağı è una delle montagne che nell'antichità portavano il nome di Olympos. La città si trova sull'autostrada E96 da Smirne ad Afyon.

## Storia
Nell'antichità la città fu temporaneamente residenza degli imperatori bizantini con il nome di Ninfeo. Il nome divenne poi Nif. La città fu ribattezzata Kemalpaşa in onore di Atatürk.

## Amministrazione
Il distretto (o Kaza, come il suo predecessore) esisteva già prima della fondazione della Repubblica turca nel 1923 e aveva una popolazione di 21.968 abitanti (su una superficie di 440 km²) in 41 villaggi al primo censimento del 1927, 4.231 dei quali vivevano nel centro amministrativo di Kémal-Pacha.
(Fino alla fine del 2012, il distretto era composto dalla città distrettuale e da 29 villaggi (Köy), che sono stati trasferiti a mahalle (quartieri/distretti) durante la riforma amministrativa del 2013/2014. Le 20 mahalle della città distrettuale sono rimaste invariate. Con il declassamento dei villaggi a mahalle, il loro numero è salito a 49, con a capo un muhtar come massimo funzionario.
Alla fine del 2020, una media di 2.249 persone viveva in ogni mahalle, Mehmet Akif Ersoy Mah. (20.161), Sekiz Eylül Mah. (14.640) e Soğukpınar Mah. (10.023) sono i più popolosi.

## Monumenti e luoghi d'interesse

### Ninfeo
Il Ninfeo consiste ad oggi ai resti del palazzo bizantino usato dagli imperatori di Nicea.

### Bassorilievi di Karabel
Il rilievo rupestre ittita di Karabel si trova sull'omonimo passo tra Torbalı e Kemalpaşa, a circa 25 chilometri a est di İzmir, in Turchia.